# 유럽 연합의 에너지 정책
2017년 연료별 유럽 연합 총 1차 에너지 소비량
유럽 연합의 에너지 정책은 에너지 안보, 지속 가능성, 그리고 회원국 에너지 시장의 통합에 중점을 둔다. 점점 더 중요한 부분은 기후 정책이다. 2009년에 채택된 주요 에너지 정책은 모든 EU 회원국에게 구속력 있는 20/20/20 목표이다. 이 목표는 최종 에너지 사용에서 재생 에너지 비중을 20%로 늘리고, 온실 가스를 20% 줄이며, 에너지 효율을 20% 높이는 것을 포함한다. 이 목표가 달성된 후, 2030년의 새로운 목표는 유럽 그린 딜의 일환으로 2030년까지 온실가스 배출량을 55% 줄이는 것으로 설정되었다. 러시아의 우크라이나 침공 이후, EU의 에너지 정책은 재생 에너지 배치와 대체 공급자를 위한 화석 연료 인프라를 모두 강화하는 REPowerEU 정책 패키지에서 에너지 안보에 더 중점을 두게 되었다.
2007년 EU 리스본 조약은 에너지 공급 문제에 대한 연대와 EU 내 에너지 정책 변경을 법적으로 포함한다. 리스본 조약 이전에는 EU 에너지 법률이 공동 시장 및 환경 분야의 EU 권한에 기반을 두었다. 그러나 실제로는 에너지 관련 많은 정책 권한이 국가 회원국 수준에 남아 있으며, 유럽 수준에서의 정책 진전은 회원국들의 자발적인 협력을 필요로 한다.
2007년에 EU는 석유의 82%와 천연가스의 57%를 수입하고 있었으며, 이는 당시 이들 연료의 세계 최대 수입국이 되게 했다. 유럽의 원자로에 사용되는 우라늄 중 단 3%만이 유럽에서 채굴되었다. 러시아, 캐나다, 오스트레일리아, 니제르, 카자흐스탄은 2009년에 EU에 핵물질을 공급하는 상위 5개국으로, 전체 필요량의 75% 이상을 공급했다. 2015년에 EU는 소비하는 에너지의 53%를 수입했다.
유럽 투자은행은 2022년에 유럽 에너지 금융에 참여했다. REPowerEU 패키지의 일부는 해당 부문의 정기 대출 운영 외에도 2027년까지 에너지 투자에 최대 1150억 유로를 지원하는 것이었다. 2022년, 유럽 투자은행은 유럽 연합 전역의 에너지 투자에 170억 유로를 후원했다.
유럽 에너지 시장의 역사는 1951년에 프랑스와 독일 간의 경제적 상호 의존성을 통해 적대감을 줄이기 위해 설립된 유럽 석탄 철강 공동체와 함께 시작되었다. 1957년 로마 조약은 자유로운 상품 이동을 확립했지만, 30년이 지난 후에도 에너지 시장 통합은 아직 이루어지지 않았다. 가스와 전력의 내부 시장은 1990년대에 시작되었다.

## 역사

### 초기
유럽 에너지 시장의 역사는 1951년 제2차 세계 대전 직후 프랑스와 독일 간의 경제적 상호 의존성을 통해 적대감을 줄이기 위해 설립된 유럽 석탄 철강 공동체와 함께 시작되었다. 두 번째 주요 순간은 원자력 에너지 협력을 위해 1957년 유라톰이 설립된 것이다. 1년 후, 로마 조약은 자유로운 상품 이동을 확립했는데, 이는 에너지 단일 시장을 창출하기 위한 것이었다. 그러나 30년이 지난 후에도 에너지 시장 통합은 아직 이루어지지 않았다.
1980년대 후반, 유럽 위원회는 유럽 시장 통합에 관한 일련의 정책(EU 맥락에서는 지침이라고 불림)을 제안했다. 핵심 아이디어 중 하나는 소비자들이 자국 밖에서 전기를 구매할 수 있게 되는 것이었다. 이 계획은 장관 이사회의 반대에 부딪혔는데, 이 정책이 자연독점으로 간주되는 것을 자유화하려 했기 때문이다. 지침의 덜 논란이 되는 부분들, 즉 가격 투명성과 그리드 운영자를 위한 운송 권리에 관한 부분은 1990년에 채택되었다.

### 내부 시장의 시작
마스트리흐트 조약은 1992년에 유럽 연합을 설립했지만, 에너지에 관한 특정 장을 포함하지 않았다. 그러한 장은 에너지에 대한 자율성을 유지하기를 원했던 회원국, 특히 더 많은 에너지 매장량을 가진 국가들에 의해 거부되었다. 내부 전력 시장에 대한 지침은 1996년에 유럽 의회에 의해 통과되었고, 내부 가스 시장에 대한 또 다른 지침은 2년 후에 통과되었다. 전력 시장에 대한 지침은 네트워크 운영과 에너지 발전이 단일(독점) 회사에 의해 수행되어서는 안 된다는 요구 사항을 포함했다. 에너지 발전을 분리하면 해당 부문에서 경쟁이 가능해지고, 네트워크 운영은 계속 규제된다.

### 재생 에너지와 20/20/20 목표

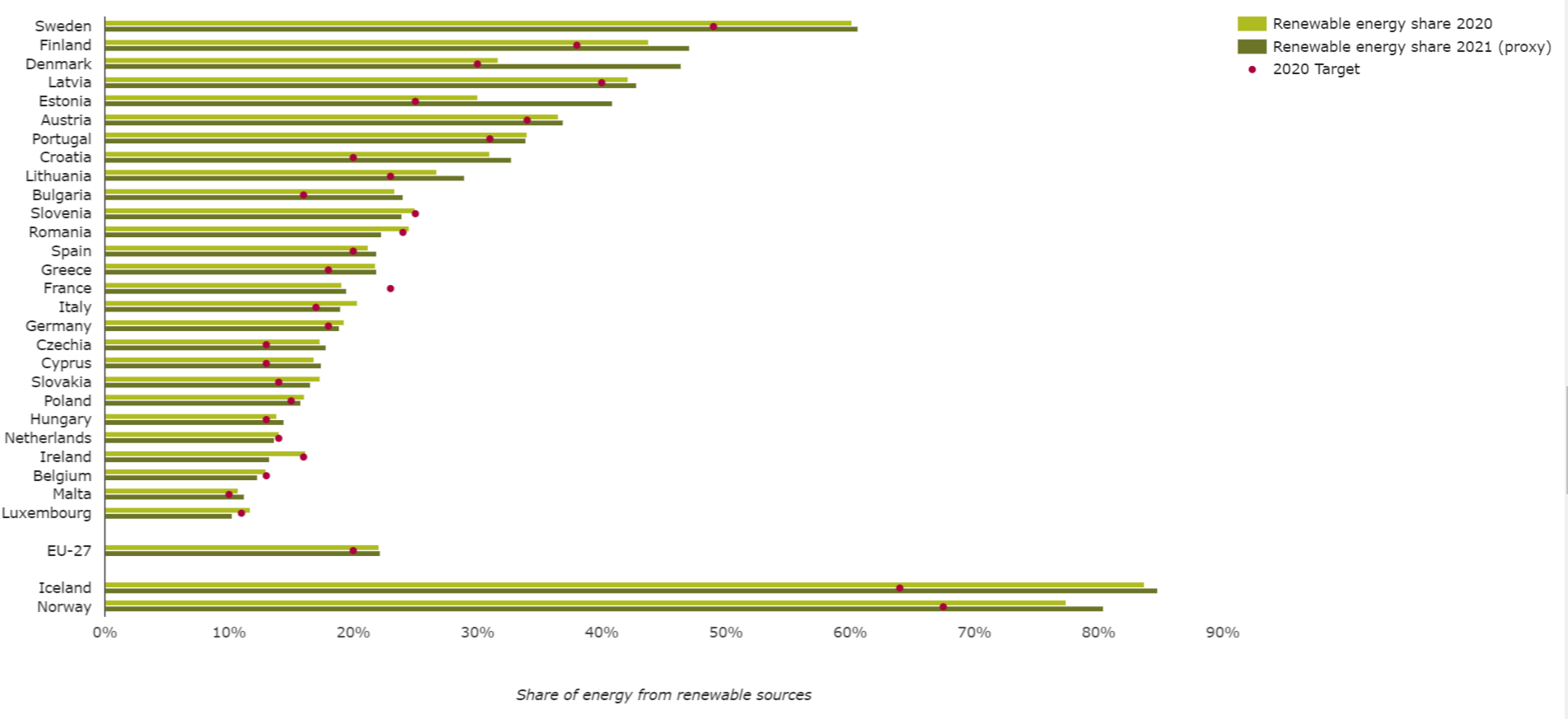
2009년 재생 에너지 지침 (RED)의 2020년 및 2021년 이행: 2020년 목표 대비 EU 및 EEA 국가들의 재생 에너지 소비 비중. EU27과 영국은 2020년에 평균 20%의 재생 에너지를 약속했고, EU27은 22%를 달성했다.

2001년, 1997년 기후변화에 대항하는 교토 의정서의 맥락에서 첫 번째 재생 에너지 지침이 통과되었다. 이 지침은 2010년까지 EU 에너지 혼합에서 재생 에너지의 비중을 6%에서 12%로 두 배로 늘리는 목표를 포함했다. 전력 부문의 증가는 목표 22%로 훨씬 높았다. 2년 후 지침이 통과되어 운송 부문에서 바이오 연료의 비중이 증가했다.
이러한 지침들은 2009년에 20-20-20 목표로 대체되었으며, 이는 2020년까지 재생 에너지 비중을 20%로 늘리려는 목적을 가졌다. 또한, 온실 기체 배출은 1990년 대비 20% 감소해야 했고, 에너지 효율은 20% 향상되어야 했다. 이는 회원국별로 다른 의무 목표를 포함했다. 모든 국가 정부가 목표를 달성하지는 못했지만, 전체적으로 EU는 세 가지 목표를 초과 달성했다. 예를 들어, 2020년 온실가스 배출량은 1990년보다 34% 낮았다.

### 에너지 연합
에너지 연합 전략은 유럽 에너지 공급의 전환을 조정하기 위한 유럽 위원회의 프로젝트이다. 2015년 2월에 시작되었으며, 안전하고 지속 가능하며 경쟁력 있고 저렴한 에너지를 제공하는 것을 목표로 한다.
도날트 투스크 유럽 이사회 의장은 폴란드 총리였을 때 에너지 연합 아이디어를 도입했다. 마로시 셰프초비치 유로집행위원 부위원장은 에너지 연합을 유럽 석탄 철강 공동체 이후 최대 에너지 프로젝트라고 불렀다. EU의 러시아 에너지 의존도와 러시아의 크림반도 합병은 이 정책의 중요성에 대한 강력한 이유로 언급되었다.
유럽 이사회는 2015년 3월 19일, 위원회의 기본 전략에 따라 미래 지향적인 기후 정책을 갖춘 에너지 연합을 구축하기로 약속했으며, 다음의 다섯 가지 우선순위를 정했다.
- 에너지 안보, 연대, 신뢰
- 완전히 통합된 유럽 에너지 시장
- 수요 완화에 기여하는 에너지 효율
- 경제의 탈탄소화
- 연구, 혁신, 경쟁력[11][25]

이 전략에는 2020년까지 모든 회원국에 대한 최소 10%의 전력 상호 연결 목표가 포함되며, 위원회는 이를 통해 에너지 가격을 하락시키고, 새로운 발전소 건설 필요성을 줄이며, 정전이나 기타 형태의 전력 계통 불안정 위험을 줄이고, 재생 가능 에너지 공급의 신뢰성을 높이며, 시장 통합을 장려하기를 희망한다.
EU 회원국들은 2018년 1월 25일 위원회의 청정 에너지 인프라에 8억 7,300만 유로를 투자하자는 제안에 동의했다. 이 프로젝트는 CEF (Connecting Europe Facility)에 의해 자금이 지원된다.
- 프랑스-스페인 비스케이 만 상호 연결 공사에 5억 7,800만 유로. 이 연결은 280 km 길이의 해상 구간과 프랑스 지하 육상 구간을 포함한다. 이 새로운 연결은 양국 간 상호 연결 용량을 2.8 GW에서 5 GW로 증가시킬 것이다.[29]
- 수드오스트링크 건설에 7,000만 유로. 580 km의 고압 케이블이 완전히 지하에 매설된다. 이 송전선은 독일 북부에서 생성되는 풍력과 독일 남부의 소비 중심지 사이에 긴급히 필요한 연결을 제공할 것이다.
- 키프로스에 천연가스를 공급하는 CyprusGas2EU 프로젝트에 1억 100만 유로.

### 유럽 그린 딜
2020년 승인된 유럽 그린 딜은 유럽 위원회의 정책 이니셔티브 세트로, 2050년에 EU를 기후 중립으로 만들려는 포괄적인 목표를 가지고 있다. 이 계획은 기존 법률을 기후적 장점에 따라 검토하고, 순환 경제, 건물 개조, 농업 및 혁신에 관한 새로운 법안을 도입하는 것이다.
우르줄라 폰데어라이엔 유럽 위원회 위원장은 유럽 그린 딜이 유럽의 "달 착륙 순간"이 될 것이라고 말했다. 폰데어라이엔은 프란스 팀머만스를 유럽 그린 딜 담당 유럽 위원회 수석 부위원장으로 임명했다. 2019년 12월 13일, 유럽 이사회는 폴란드의 옵트아웃과 함께 이 계획을 추진하기로 결정했다. 2020년 1월 15일, 유럽 의회도 더 높은 목표를 요구하며 이 협정을 지지하기로 투표했다. 1년 후, 유럽 기후법이 통과되어 2030년까지 온실가스 배출량을 1990년 대비 55% 줄여야 한다고 법제화되었다. Fit for 55 패키지는 재생 에너지 및 운송과 같은 에너지 부문에 대한 주요 제안을 포함하여 유럽 연합이 이 목표를 달성하기 위한 방법을 상세히 설명하는 대규모 법안 제안이다.
러시아의 우크라이나 침공 이후, EU는 러시아산 석유와 가스에 대한 수입 의존도를 빠르게 줄이기 위해 REPowerEU를 시작했다. 이 정책 제안에는 재생 에너지 배치를 대폭 가속화하는 내용이 포함되어 있지만, 대체 공급자로부터의 화석 연료 인프라 확장도 포함되어 있다.
특히 치솟는 에너지 가격으로 인한 인플레이션의 영향으로 2024년 기업의 약 35%가 에너지에 25%에서 50% 더 많은 비용을 지출하게 되었으며, 이는 에너지 소비를 줄이기 위한 투자를 더욱 장려하고 있다. 이는 배출량과 에너지 비용을 모두 줄이는 데 핵심으로 여겨지는 에너지 효율 개선이라는 그린 딜의 목표와 일치한다. 

## 이전 제안
유럽 에너지 정책의 가능한 원칙은 2006년 3월 8일 위원회의 녹서인 지속 가능하고 경쟁력 있으며 안전한 에너지를 위한 유럽 전략에서 상세히 설명되었다. 공동 에너지 정책을 개발하기로 한 결정의 결과로, 첫 번째 제안인 변화하는 세계를 위한 에너지가 2007년 1월 10일 협의 과정을 거쳐 유럽 위원회에 의해 발표되었다.
이 제안들은 유럽 연합에서 '탈산업 혁명' 또는 저탄소 경제로 이어질 것이며, 에너지 시장의 경쟁 심화, 공급 보안 개선, 고용 전망 개선을 가져올 것이라고 주장된다. 위원회의 제안은 2007년 3월 8일과 9일에 열린 유럽 이사회 회의에서 승인되었다.
주요 제안은 다음과 같다.
- 2020년까지 모든 일차 에너지원에서 온실 기체 배출량을 최소 20% 감축 (1990년 수준 대비), 2020년까지 모든 선진국이 30% 감축을 목표로 하는 교토 의정서 후속 국제 협정 추진.
- 2050년까지 1990년 수준 대비 1차 에너지원에서 탄소 배출량을 최대 95% 감축.
- 2020년까지 바이오 연료 사용 최소 10% 목표 설정.
- 에너지 회사의 에너지 공급 및 발전 활동은 시장 경쟁을 더욱 증가시키기 위해 배전망으로부터 '분리'되어야 한다.
- 러시아를 포함한 EU 주변국과의 에너지 관계 개선.
- 재생 에너지, 에너지 절약, 저에너지 건물, 4세대 원자로, 그린콜, 탄소 포집 및 저장 (CCS) 등 다양한 분야의 기술 개발을 위한 유럽 전략 에너지 기술 계획 개발.
- 아프리카-유럽 에너지 파트너십 개발: 아프리카가 저탄소 기술로 '도약'하고 대륙이 지속 가능한 에너지 공급국으로 발전하도록 지원.

많은 기본 제안들은 지구 온도 변화를 산업화 이전 수준보다 2 °C 이상으로 제한하지 않는 것을 목표로 한다. 이 중 0.8 °C는 이미 발생했으며, 0.5–0.7 °C는 이미 예정되어 있다. 2 °C는 일반적으로 '위험한 지구 온난화'를 피하기 위한 상한 온도로 간주된다. 전 세계적인 기후변화 완화 노력이 미미하기 때문에, 세계가 이 특정 목표를 달성할 수 없을 가능성이 매우 높다. 그렇다면 EU는 덜 야심 찬 전 세계 목표를 수용할 수밖에 없을 것이다. 유럽 에너지 부문의 계획된 배출량 감축(2050년까지 95%)이 2007년부터 2 °C 목표에서 직접 파생되었기 때문에, EU는 에너지 정책 패러다임을 수정해야 할 것이다.
2014년에 2030년까지의 구속력 있는 EU 에너지 및 기후 목표에 대한 협상이 시작될 예정이다.
유럽 의회는 2014년 2월에 2030년 재생 에너지, 배출량, 에너지 효율 목표에 대해 다음과 같이 투표했다: 1990년 수준 대비 온실가스 40% 감축; 에너지의 최소 30%를 재생 에너지원에서 공급; 에너지 효율 40% 개선.

## 현재 정책

### 에너지원

2020년, 유럽 연합의 주요 전력원으로 재생 에너지가 화석 연료를 처음으로 추월했다.

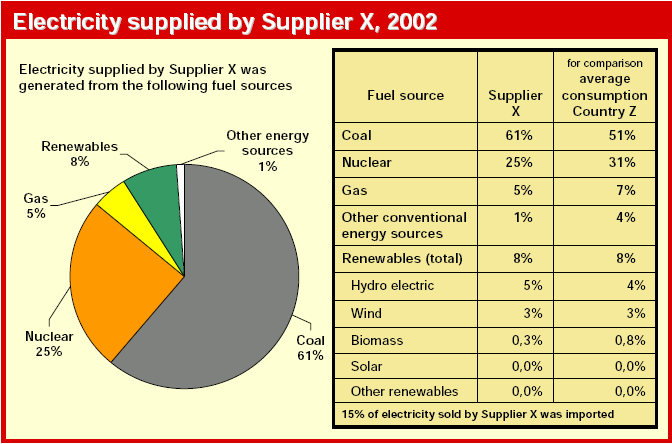
Internal Market in Electricity Directive에 첨부된 주석에 제안된 권장 연료 혼합 공개 표시 형식

2001년 10월 발효된 재생 에너지원으로부터의 전력 생산 지침의 요구사항에 따라 회원국들은 재생 가능 에너지 생산에 대한 "지시적" 목표를 달성해야 한다. 국가별 목표는 상당한 차이가 있지만, 평균적으로 2010년까지 전기의 22%가 재생 에너지로 생산되어야 한다 (1997년 13.9% 대비). 유럽 위원회는 재생 에너지 로드맵21에서 2020년까지 EU 전체 에너지 혼합에서 재생 에너지 수준을 현재 7% 미만에서 20%로 늘리는 구속력 있는 목표를 제안했다.
유럽은 2011년에 4,060억 유로, 2012년에 5,450억 유로를 화석 연료 수입에 지출했다. 이는 2013년까지의 그리스 구제금융 비용의 약 3배에 해당한다. 2012년에 풍력 에너지는 96억 유로의 화석 연료 비용을 절감했다. EWEA는 안정적인 규제 체계를 제공함으로써 화석 연료를 유럽의 풍력 에너지로 대체하는 것을 지원하기 위한 구속력 있는 재생 에너지 목표를 권고한다. 또한, 모든 신규 발전 시설에 대한 최소 배출 성능 표준을 설정할 것을 권고한다.
10년 넘게 유럽 투자은행은 유럽 위원회를 대신하여 유럽 지역 에너지 지원(ELENA) 시설을 관리해 왔으며, 이는 건물이나 혁신적인 도시 교통 프로젝트에서 에너지 효율 및 재생 에너지 투자를 준비하는 데 도움이 되도록 모든 민간 또는 공공 기관에 기술 지원을 제공한다. 2018년 새로운 EU 배출권 거래제(ETS) 지침의 일환으로 설립되었고 유럽 투자은행12의 직접적인 참여를 통해 형성된 EU 현대화 기금은 이러한 투자뿐만 아니라 10개 회원국 전반의 에너지 효율과 공정한 전환을 목표로 한다.
유럽 투자은행은 2022년에 유럽 에너지 금융에 참여했다. REPowerEU 패키지의 일부는 해당 부문의 정기 대출 운영 외에도 2027년까지 에너지 투자에 최대 1150억 유로를 지원하는 것이었다. 유럽 투자은행 그룹은 지난 10년간(2010-2020) 유럽 연합 에너지 부문에 약 1,340억 유로를 투자했으며, 여러 국가의 재생 가능 에너지 프로젝트에 대한 추가 자금도 지원했다. 이러한 이니셔티브는 현재 유럽이 러시아 가스 공급의 갑작스러운 중단으로 인한 위기에서 벗어나는 데 도움을 주고 있다.
REPowerEU 계획의 일환으로 유럽 연합은 2021년 러시아 가스 수입 비중을 45%에서 2023년 15%로 줄이는 동시에 전체 가스 사용량을 거의 20% 가까이 감축하여 러시아에 대한 의존도를 크게 낮췄다. 3월 31일 현재 EU의 천연가스 저장시설 수준은 58% 이상으로, 이 기간 역대 최고치를 기록했으며, 매년 11월까지 저장시설이 최소 90% 용량을 유지하도록 의무화하는 규제 조치의 지원을 받았다. 이러한 전략은 재생 에너지 및 회원국 전체의 효율성 향상 투자를 통해 에너지원을 다변화하고 지속 가능성을 높이려는 EU의 광범위한 노력의 일환이다.

### 에너지 시장
EU는 전력 시장 자유화와 공급 안보를 지침 2019/944를 통해 촉진한다.
2004년 가스 안보 지침은 천연가스 부문의 공급 안보를 개선하기 위한 것이었다.

### 에너지 효율
치솟는 에너지 비용으로 인해 에너지 효율 투자가 5.6%포인트 증가했으며, 이는 주로 중소기업에 의해 주도되어 2022년 52.3%에서 57.9%로 증가했다.

### IPEEC
2007년 6월 하일레겐담 정상회담에서 G8은 2007년 3월에 제출된 에너지 효율에 대한 국제 이니셔티브에 대한 EU 제안을 인정하고, 국제 에너지 기구와 함께 에너지 효율을 국제적으로 촉진하는 가장 효과적인 수단을 모색하기로 합의했다. 1년 후인 2008년 6월 8일, G8 국가, 중국, 인도, 대한민국, 유럽 공동체는 2008년 G8 의장국 일본이 아오모리에서 주최한 에너지 장관 회의에서 국제 에너지 효율 협력 파트너십을 설립하기로 결정했다.

### 건물
건물은 EU 에너지 수요의 약 40%를 차지하며, 여러 이니셔티브의 초점이 되었다. 2006년 1월 4일부터 2002년 건물 에너지 성능 지침은 회원국들이 신축 건물뿐만 아니라 대규모 기존 건물 개보수 시에도 특정 최소 에너지 요구사항을 충족하도록 의무화한다. 또한 모든 건물이 판매 전에 '에너지 인증'을 받아야 하고, 보일러 및 공기조화 장비가 정기적으로 검사되어야 한다고 규정한다.
에너지 효율을 증진하고 에너지 절약 행동을 장려하기 위한 EU의 SAVE Programme의 일환으로, 보일러 효율 지침은 액체 또는 기체 연료를 사용하는 보일러에 대한 최소 효율 수준을 명시한다. 원래는 2007년 6월부터 영국 내 모든 주택(및 기타 건물)은 판매 또는 임대 전에 에너지 성능 인증을 받아야 했다. 이는 유럽 건물 에너지 성능 지침 (Directive 2002/91/EC)의 요구사항을 충족하기 위함이다.

### 운송
EU 정책에는 1998년에 체결된 자발적인 ACEA 협정이 포함되어 있는데, 이는 유럽에서 판매되는 신차의 이산화탄소 배출량을 2008년까지 평균 140 g CO2/km로 줄여 1995년 수준보다 25% 감축하는 것을 목표로 한다. 이 목표 달성이 어려울 것으로 예상되자, 유럽 위원회는 2007년 2월에 새로운 제안을 발표했는데, 2012년까지 신차에 대해 130 g CO2/km의 의무적인 한도를 요구하고, 원래 예상했던 120 g CO2/km 목표를 달성하기 위한 '보완 조치'를 제안했다.
연료 분야에서는 2001년 수송용 바이오 연료 및 기타 재생 연료 사용 촉진 지침이 2010년 12월 31일까지 모든 수송용 화석 연료(휘발유 및 디젤)의 5.75%를 바이오 연료로 대체하고, 2005년 말까지 2%의 중간 목표를 달성하도록 요구했다. 2007년 2월, 유럽 위원회는 2011년부터 공급업체들이 2010년 수준 대비 에너지 단위당 탄소 배출량을 매년 1%씩 줄여 2020년까지 10% 감축하도록 요구하는 방안을 제안했다. 이는 기후 변화에 대처하고 대기 오염을 줄이기 위한 더 엄격한 연료 기준이다.

#### 항공편
2011년 10월 법원 판결에 따라 항공사들은 유럽을 오가는 항공편에 대해 온실가스 배출량에 대한 요금을 부과받을 수 있다.
역사적으로 EU 항공유는 면세였고 부가가치세가 적용되지 않았다. EU에서의 연료세는 2003년 Energy Taxation Directive에 따라 국내선 항공편 및 양자 협정에 기반한 EU 내 항공편을 제외하고는 금지되었다. 그러한 협정은 존재하지 않는다.
2018년 독일은 국내선 항공권에 19%의 부가가치세를 부과했다. 다른 많은 회원국들은 0%의 부가가치세를 적용했다. 항공 여행과 달리 버스 및 철도에는 부가가치세가 적용되어 경제적 왜곡을 초래하고, 다른 형태의 운송에 비해 항공 여행 수요를 증가시킨다. 이는 항공 배출량을 증가시키고 국가 보조금을 구성한다. 도로 교통과 동일하게 리터당 33센트의 항공 연료세는 95억 유로의 수익을 창출할 것이다. 유럽 내 및 유럽발 모든 항공 교통에 15%의 부가가치세를 적용하면 150억 유로에 해당할 것이다.

### 산업
2003년 배출권 거래 지침에 따라 2005년에 도입된 유럽 연합 배출권 거래제는 발전소 및 기타 대형 오염원에 대한 온실 기체 배출에 대한 회원국 수준의 상한선을 설정한다.

### 소비재
에너지 정책의 또 다른 영역은 소비재 분야였는데, 에너지 라벨이 도입되어 소비자들이 더 에너지 효율적인 가전제품을 구매하도록 장려했다.

### 대외 에너지 관계

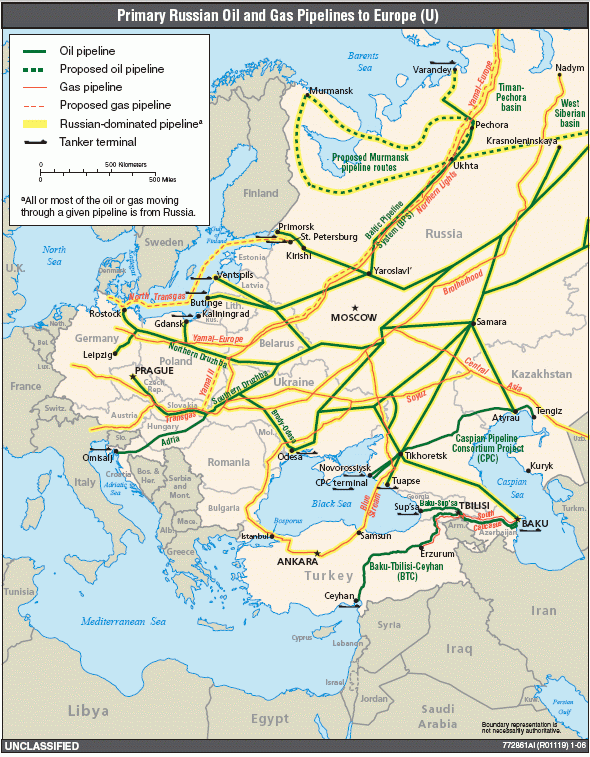
많은 EU 회원국들이 러시아로부터 석유와 가스를 수입한다.

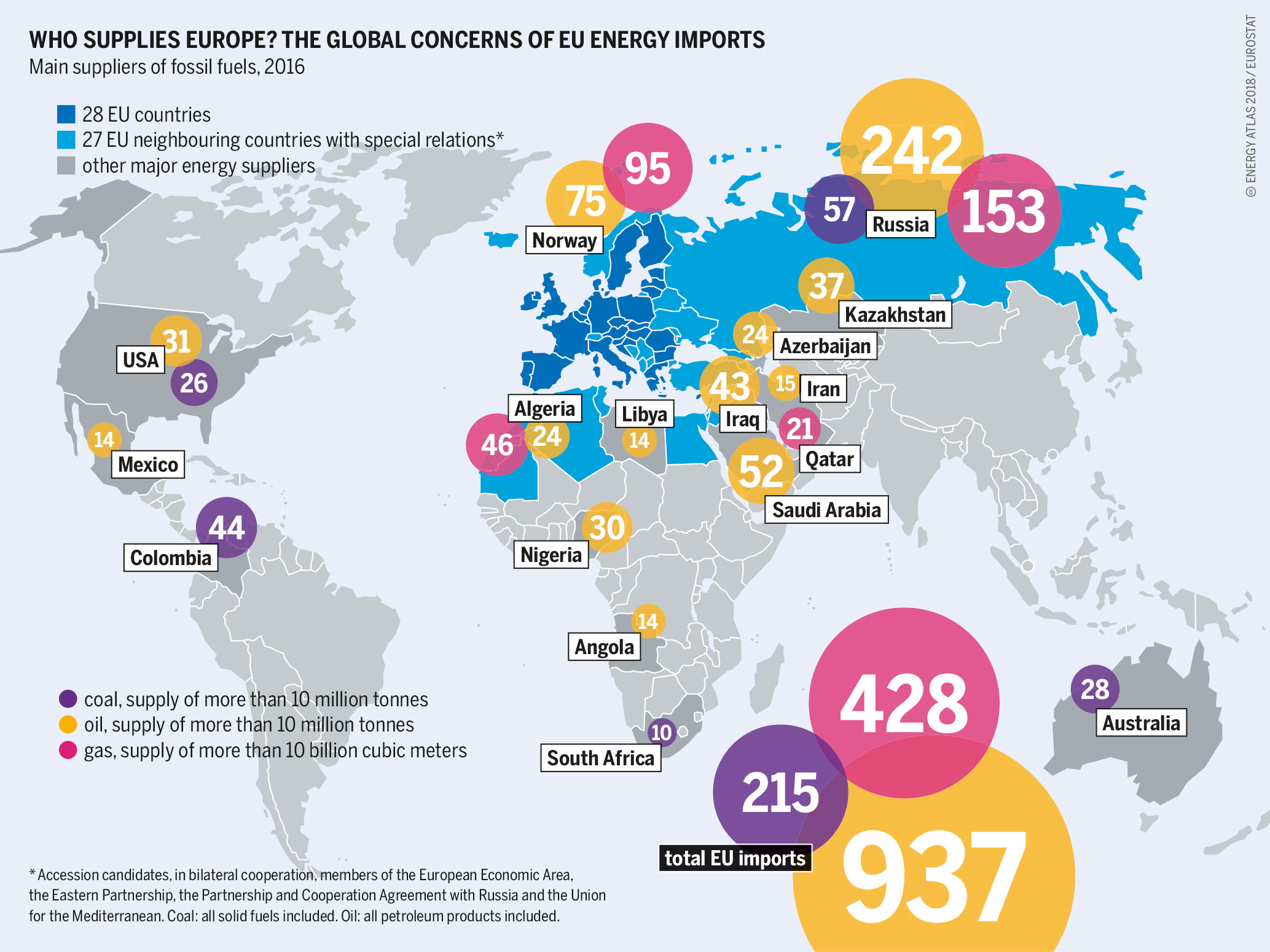
유럽에 누가 공급하는가? EU 에너지 수입의 전 세계적 우려

유럽 연합의 경계를 넘어, EU 에너지 정책은 에너지 헌장 조약, 교토 의정서, 교토 후 체제, 에너지 효율에 관한 기본 협정 등 더 넓은 국제 협정을 협상하고 개발하는 것을 포함했다; EC 에너지 규제 체계 또는 원칙을 이웃 국가들(에너지 공동체, Baku Initiative, 유로메드 에너지 협력)에 확대 적용하고 배출권 거래제를 글로벌 파트너들에게 확대 적용; 연구 및 재생 에너지 사용 촉진.
EU-러시아 에너지 협력은 2007년에 협상될 포괄적인 파트너십 및 협력 협정 (PCA) 이후의 새로운 프레임워크 협정에 기반할 것이다. 다른 제3 에너지 생산 및 경유 국가들과의 에너지 협력은 PCA, 기존 및 예정된 에너지 협력 양해각서(우크라이나, 아제르바이잔, 카자흐스탄, 알제리와), 지중해 국가들과의 제휴 협정, 유럽 이웃 정책 행동 계획, 유로메드 에너지 협력, 바쿠 이니셔티브, EU-노르웨이 에너지 대화와 같은 다양한 도구를 통해 촉진된다. 아프리카 국가들과의 협력을 위해, 유럽의 에너지 및 개발 정책 통합과 함께 최고 수준의 포괄적인 아프리카-유럽 에너지 파트너십이 시작될 것이다.

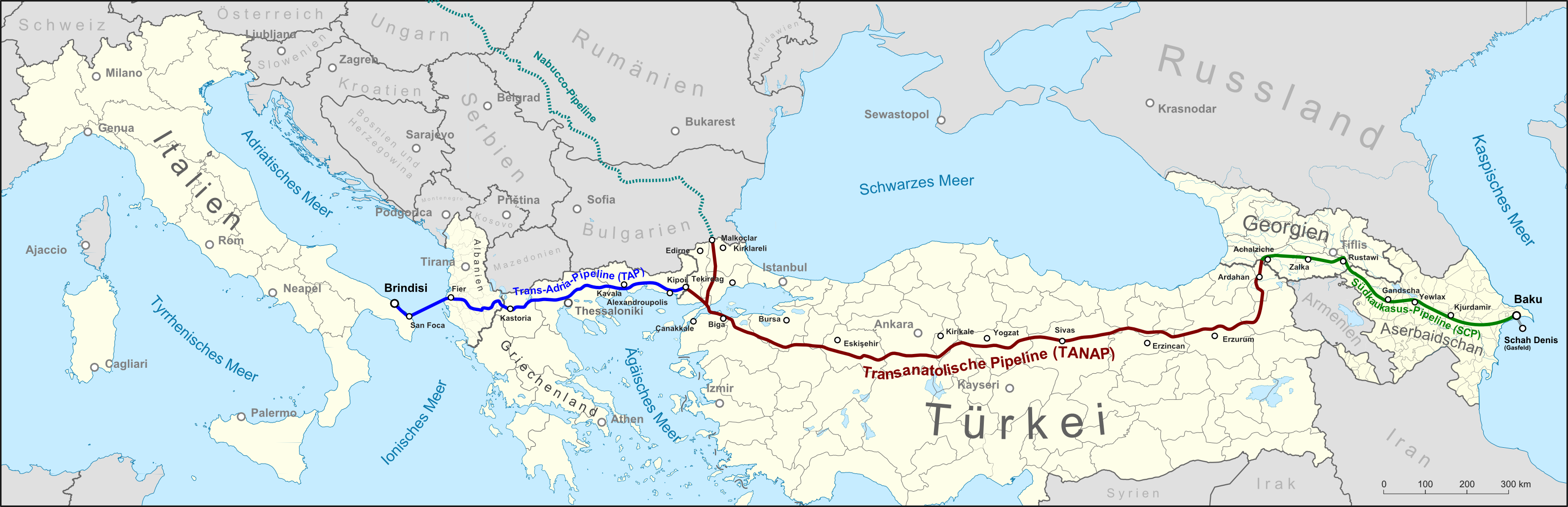
아제르바이잔의 거대 샤 데니즈 가스전을 유럽과 연결하는 남부 가스 회랑

이니셔티브와 프로세스를 효율적으로 추적하고 일관성을 유지하며, 외부 에너지 위기 발생 시 정보를 공유하고, 에너지 안보 위협 시 EU의 신속한 대응을 지원하기 위해 2007년 초 회원국 에너지 담당관 네트워크가 구축되었다. 2009년 러시아-우크라이나 가스 위기 이후 EU는 가스 공급 안보에 관한 기존 외부 조치에 비상 예방 및 대응을 위한 내부 규정을 보완해야 한다고 결정했다. 여기에는 가스 저장 및 네트워크 용량 증대, 운송 파이프라인의 역류 기술 전제 조건 개발 등이 포함된다.

### 정의로운 전환 기금
정의로운 전환 기금(JTF)은 2020년에 저탄소 에너지에 대한 투자를 늘리기 위해 조성되었다. 이 기금은 저탄소 원자력 발전에 대한 전면 금지와 함께 화석 가스에 대한 허점을 도입했다는 비판을 받았다. 석탄 산업에 가장 많은 인력이 투입된 폴란드가 독일과 루마니아에 이어 기금의 최대 수혜국이다. 175억 유로에 달하는 이 기금은 2021년 5월 유럽 의회에서 승인되었다.

### 수소 경제
그린 수소는 유럽 연합이 지속 가능한 에너지로 전환하고 탄소 배출량을 줄이기 위한 전략의 중요한 구성 요소이다. 유럽 연합 집행위원회는 2030년까지 EU 내에서 매년 1천만 톤의 청정 수소를 생산하는 것을 목표로 설정했다. 또한, EU는 비용 효율적인 재생 가능 전력을 가진 국가들로부터 매년 1천만 톤을 추가로 수입할 계획이다. 그러나 일부 전문가들은 2030년까지 EU의 실제 생산량이 연간 약 1백만 톤에 그칠 것으로 추정한다.
EU는 운송 및 해양 부문에 연간 300만 톤의 수소를 사용하도록 의무화하고 있다. 더 높은 생산 수준을 달성하는 데에는 높은 비용과 제한된 보조금과 같은 어려움이 있다. 2024년, 유럽 수소 은행은 12억 유로의 예산으로 두 번째 경매를 발표했는데, 이는 처음에 제안된 30억 유로보다 적은 금액이다. 초기 관심은 있었지만, 인수 계약 체결에 대한 일부 망설임이 있다. 그린 수소 사용의 우선순위 부문에는 그린 철강 생산과 암모니아가 포함된다. 대조적으로, 여객 도로 운송 및 가정 난방과 같은 부문은 낮은 우선순위를 부여받는다. 그린 수소 생산 비용은 kg당 6달러에서 15달러에 이른다. 미국과 유사한 kg당 3달러의 보조금 모델은 100만 톤의 그린 수소 생산을 지원하기 위해 연간 30억 유로가 필요할 것이다. 전략적 권고는 재생 가능 전력을 그린 수소 생산에 사용하기 전에 석탄 대체, 전기 자동차 전원 공급, 열펌프 및 그린 철강 생산 운영에 우선적으로 사용하는 것을 제안한다.

## 태양광 반덤핑 관세
2013년, 유럽 위원회의 2년 간의 조사 결과, 중국 태양광 패널 수출업체들이 시장 가격보다 최대 88% 낮은 가격으로 EU에 제품을 판매하고 있으며, 이는 국가 보조금의 지원을 받고 있다고 결론지었다. 이에 대응하여, 유럽 이사회는 그 해 6월 6일부터 중국에서 수입되는 태양광 제품에 대해 평균 47.6%의 관세를 부과했다.
위원회는 2016년 12월에 이 조치들을 재검토하고 2019년 3월까지 2년 연장을 제안했다. 그러나 2017년 1월, 28개 EU 회원국 중 18개국이 연장 기간 단축에 찬성표를 던졌다. 2017년 2월, 위원회는 반덤핑 조치를 18개월 단축하여 연장할 의사를 발표했다.

## 연구 및 개발
유럽 연합은 CEPHEUS (초저에너지 주택), 그리고 SAVE (에너지 절약), ALTENER (신재생 에너지원), STEER (운송), COOPENER (개발도상국)와 같은 프로그램의 일환으로 에너지 연구, 개발 및 홍보 분야에서 활발히 활동하고 있다. 퓨전 포 에너지를 통해 EU는 ITER 프로젝트에 참여하고 있다.

### SET 계획
2013년까지 진행된 제7차 프레임워크 프로그램 연구 프로그램은 에너지 연구에 비교적 적은 자금을 배정했지만, 에너지는 유럽 연합의 핵심 문제 중 하나로 부상했다. FP7 에너지 자금의 상당 부분은 2050년 이후에야 유럽의 기후 및 에너지 목표 달성에 기여할 수 있는 기술인 핵융합 연구에 투입되었다. 유럽 위원회는 SET 계획을 통해 이러한 부족분을 해결하려고 노력했다.
SET 계획 이니셔티브에는 유럽 풍력 이니셔티브, 유럽 태양광 이니셔티브, 바이오에너지 유럽 이니셔티브, 유럽 전력망 이니셔티브, 지속 가능한 핵분열 이니셔티브가 포함되었다. SET 계획의 예산은 715억 유로로 추정된다. IEA는 수요 측 기술이 SET 계획의 6가지 우선순위 영역에 전혀 포함되지 않는다는 우려를 제기했다.

## 여론

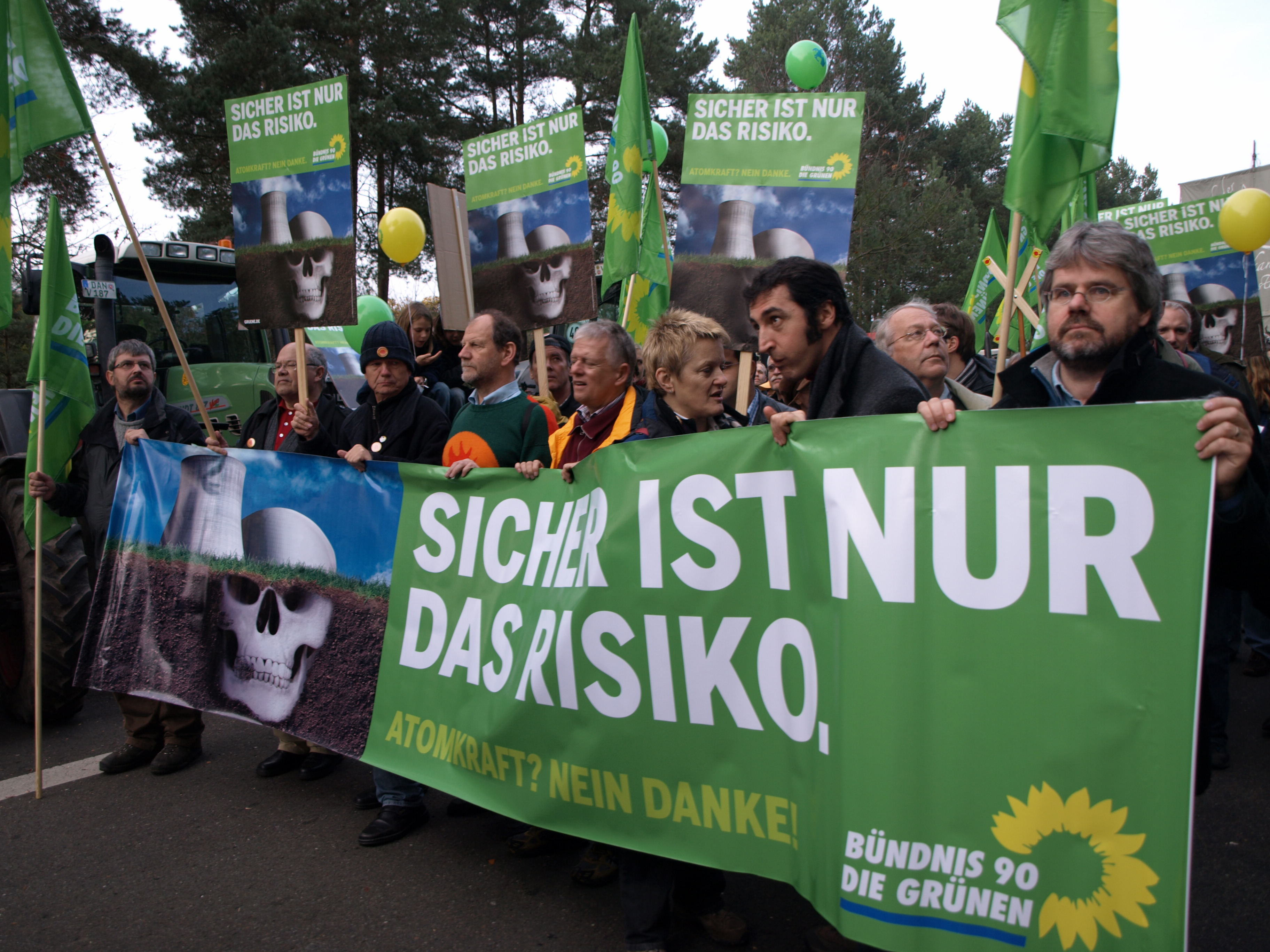
독일 북부 고를레벤의 핵폐기물 처리 센터 근처에서 진행된 반핵 시위

2005년 10월과 11월에 유럽 위원회를 위해 실시된 여론조사에서, EU 27개국(2007년에 가입한 2개국 포함) 시민의 47%가 유럽 수준에서 주요 에너지 정책 문제에 대한 결정을 내리는 것을 선호했다. 37%는 국가적 결정을 선호했으며, 8%는 지역적으로 해결해야 한다고 응답했다.
2006년 3월과 5월에 29,220명을 대상으로 한 유사한 설문조사는 이러한 영역에서 국가적 결정을 선호하는 경향이 변화했음을 나타냈다 (42% 찬성). EU 정책 결정을 지지하는 비율은 39%였고, 지역적 결정을 선호하는 비율은 12%였다. 국가별로 상당한 차이가 있었는데, 네덜란드는 유럽 수준의 결정에 55%가 찬성했지만, 핀란드는 15%에 불과했다.

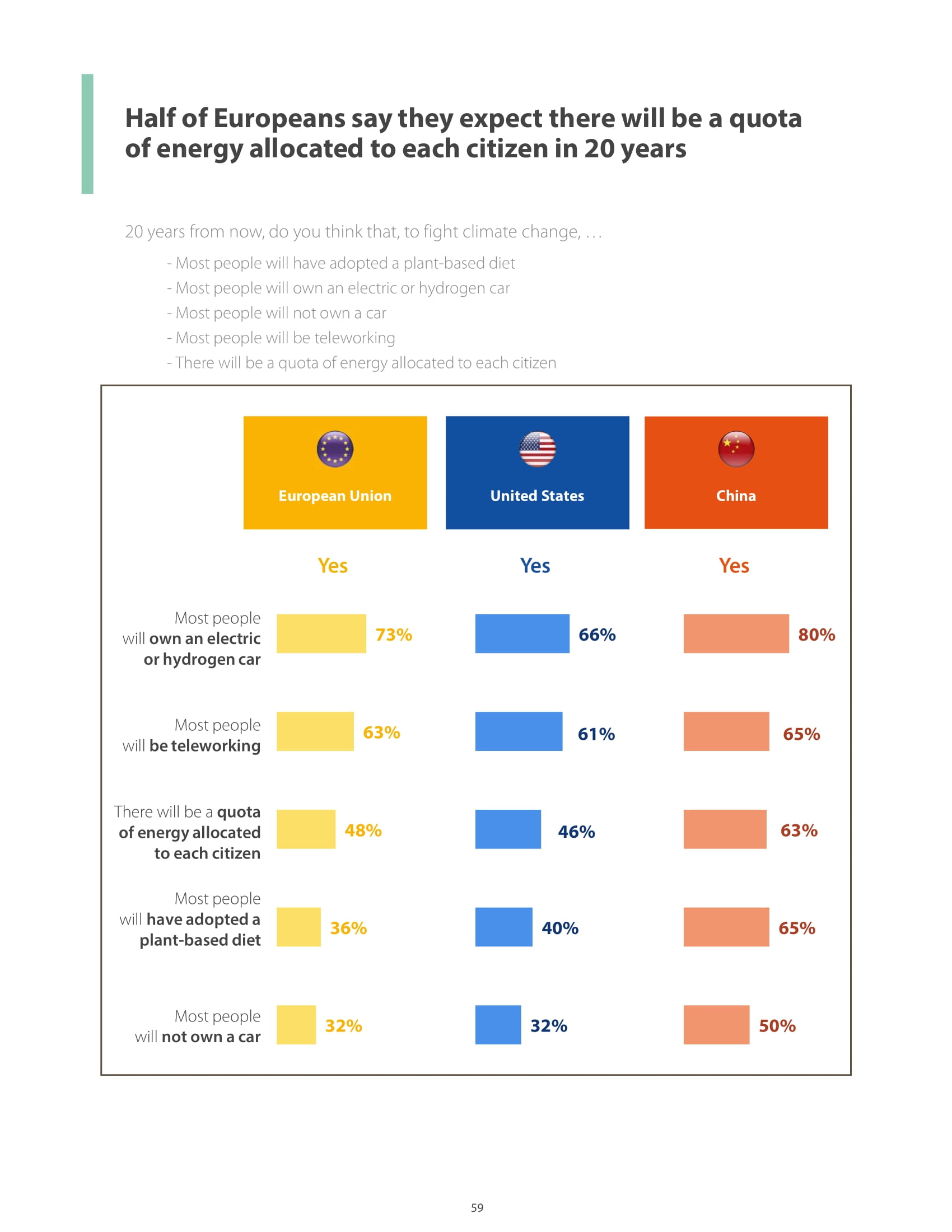
기후 변화에 대한 설문조사에 응답한 유럽인의 절반은 20년 안에 각 시민에게 할당된 에너지 할당량이 있을 것으로 예상한다고 답했다.

포괄적인 여론 조사는 2006년 5월과 6월에 실시되었다. 저자들은 다음 결론을 제시한다.
- 에너지 문제는 중요하게 여겨지지만, 첫눈에는 그렇지 않다.
- EU 시민들은 재생 에너지 사용에서 큰 미래의 약속을 인식한다. 대다수의 반대에도 불구하고, 원자력 에너지도 미래 에너지 믹스에서 자리를 차지한다.
- 시민들은 에너지 도전에 대처하는 방법으로 에너지를 절약하기보다는 에너지 구조를 변경하고, 연구 개발을 강화하며, 에너지 분야의 안정성을 보장하는 것을 선택하는 것처럼 보인다.
- 에너지 문제의 가능한 미래 결과는 유럽인들의 마음에 깊은 두려움을 불러일으키지 않는다.
- 유럽인들은 에너지 문제에 상당히 익숙해 보이지만, 그들의 지식은 다소 모호한 것으로 보인다.
- 에너지 문제는 모든 사람에게 영향을 미치므로, 다른 인식을 가진 명확한 그룹을 구분하기는 어렵다. 그럼에도 불구하고, 시민 그룹 간의 대략적인 구분이 스케치된다.

## 유럽 국가 사례

### 독일
2010년 9월, 독일 정부는 자국 에너지 시스템을 전환하고 2050년까지 국가 온실가스 배출량을 80~95% 감축(1990년 대비)하는 야심 찬 목표를 채택했다. 이러한 전환은 에너지 전환(Energiewende)으로 알려지게 되었다. 그 후, 정부는 2022년까지 자국의 원자로 가동을 중단하기로 결정했다. 2014년 현재, 이 나라는 이러한 전환을 꾸준히 진행하고 있다.

## 같이 보기
- CHP Directive
- Directorate-General for Energy
- 에너지 헌장 조약
- 에너지 공동체
- 에너지 외교
- 유럽의 에너지
- EU Energy Efficiency Directive 2012
- European Climate Change Programme
- 유럽 에너지 담당 위원
- 유럽 국가별 1인당 전력 소비량
- 유럽 국가별 화석 연료 사용량 (총 에너지 대비 %)
- European Ecodesign Directive
- European Pollutant Emission Register (EPER)
- 유럽 연합 에너지 라벨
- 전략적 비축유
- Internal Market in Electricity Directive
- INOGATE
- 전력 상호 연결 수준 목록
- 유럽 연합의 재생 에너지
- 경제특구
- 유럽의 교통

### 언론 보도
- 2008년 9월 8일 뉴 유럽 (neurope.eu) : 에너지 안보와 유럽.
- 2007년 1월 10일, 로이터: EU, 기후 변화를 에너지 정책의 핵심으로 삼다
- 2006년 12월 14일, opendemocracy.net: 러시아, 독일, 유럽 에너지 정책
- 2006년 11월 20일, eupolitix.com: 바호주, 강력한 EU 에너지 정책 촉구